# Lois Testa
Lois Ann Testa Lynch más conocida como Lois Testa (nacida el 16 de diciembre de 1935) es una ex atleta y maestra estadounidense. Representó a los Estados Unidos en el lanzamiento de bala en los Juegos Olímpicos de Melbourne 1956.

## Biografía
Lois Ann Testa nació en Pawtucket, Rhode Island. Asistió a Pawtucket East High School, donde compitió en natación, baloncesto y bádminton. Asistió al Rhode Island College.
A sugerencia de la atleta olímpica Janet Moreau, Testa comenzó a entrenar en pista y campo en el Providence College, y se unió al Red Diamond Athletic Club. Ganó un título de Amateur Athletic Union (AAU) en el lanzamiento al aire libre de 1954, donde estableció un récord AAU de 42 pies y 7 pulgadas. También ganó el título AAU 1955-1956 para lanzamiento de peso en interiores.
En las Pruebas Olímpicas de los Estados Unidos de 1956 , Testa finalizó en segundo lugar en el lanzamiento de bala, logrando su mejor distancia personal de 45 pies 6 3/4 pulgadas. También terminó cuarta en el lanzamiento de disco, con una distancia de 129 pies y 3 pulgadas. Compitiendo en el lanzamiento de bala en los Juegos Olímpicos de verano de 1956 en Melbourne, Testa se clasificó para la final y terminó en el 14º lugar.
Lois Testa se graduó de Rhode Island College en 1957 con una licenciatura en educación primaria. Trabajó como maestra en Massachusetts, Connecticut y Florida.
Fue incluida en el Salón de la fama de las mujeres de Rhode Island en 1968. En el 2000, fue incluida en el Salón de la Fama del Colegio Atlético de Rhode Island.